# 16498 Пассау
16498 Пассау (16498 Passau) — астероїд головного поясу, відкритий 22 вересня 1990 року.
Тіссеранів параметр щодо Юпітера — 3,264.